# Aphelinus hyalopteraphidis
Aphelinus hyalopteraphidis är en stekelart som beskrevs av Pan 1992. Aphelinus hyalopteraphidis ingår i släktet Aphelinus och familjen växtlussteklar. Inga underarter finns listade i Catalogue of Life.